# Arkadiusz Rybicki

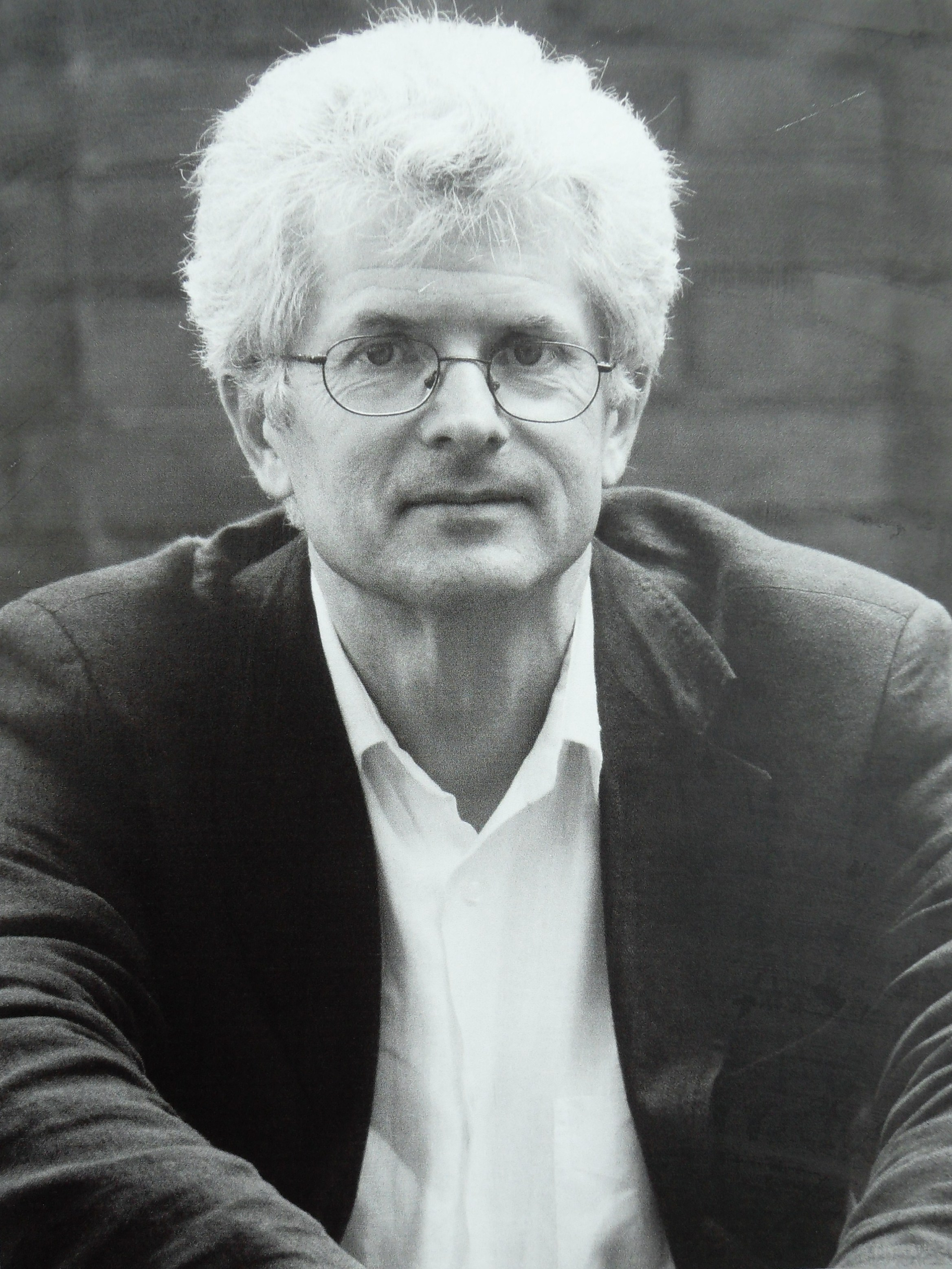
Arkadiusz Rybicki

Arkadiusz Czesław „Aram“ Rybicki (* 12. Januar 1953 in Gdynia; † 10. April 2010 in Smolensk, Russland) war ein polnischer Politiker, Bürgerrechtler, Staatssekretär, Vizeminister und Abgeordneter im Sejm in der V. und VI. Wahlperiode.

## Leben
Noch bevor Rybicki 1978 sein Geschichtsstudium an der Universität Danzig beendete, suchte er in der zweiten Hälfte der Siebzigerjahre die Nähe zu Oppositionellen im Danziger Küstenraum. Ab 1976 arbeitete er im Komitee zur Verteidigung der Arbeiter (Komitet Obrony Robotników, kurz KOR), und 1977 gehörte er zu den Gründern des Studentenkomitees von Solidarność (Studencki Komitet Solidarności) in Danzig. In den Jahren von 1977 bis 1979 war Rybicki in der antikommunistischen Bewegung zur Verteidigung der Menschen- und Bürgerrechte (Ruch Obrony Praw Człowieka i Obywatela, kurz ROPCiO) tätig, wo er als Drucker für die pommerellische Ausgabe der Schrift Opinia („die Meinung“) arbeitete. Im Zeitraum von 1978 bis 1980 war er beim Kaplan der Solidarność-Bewegung Hilary Jastak als Archivar für die Pfarrbezirke von Gdynia und Danzig angestellt. So ist er Autor größerer wissenschaftlicher Einzeldarstellungen dieser Gemeinden. Ab 1979 war er in der oppositionellen Jugendorganisation Ruch Młodej Polski tätig, wo er die im Samisdat verbreitete Zeitschrift Bratniak redigierte. Rybicki arbeitete ebenso eng mit der unabhängigen Gewerkschaft Wolne Związki Zawodowe Wybrzeża (WZZ) sowie mit der Partei Konfederacja Polski Niepodległej (deutsch: Konföderation des unabhängigen Polen, kurz KPN) zusammen. Im August-Streik 1980 half er den protestierenden Arbeitern an der Küste. Gemeinsam mit Maciej Grzywaczewski, dem späteren Direktor des ersten Programms von Telewizja Polska (TVP), stellte er eine Tafel mit 21 Forderungen des überbetrieblichen Streikkomitees auf. Dieses Ereignis war eines der Themen beim polnischen Film Solidarność, Solidarność ... von 2005. Im Jahr 2003 wurde diese Tafel von der UNESCO in die Liste des Weltkulturerbes aufgenommen.
Nach den Ereignissen im August 1980 begann Rybicki sich in der Solidarność zu engagieren. So leitete er 1981 das Informationsbüro der Solidarność. Daraufhin wurde er in der Zeit des Ausnahmezustandes von 1981 bis 1983 im Dorf Strzebielinek in der Woiwodschaft Pommern interniert. Nach seiner Entlassung arbeitete Rybicki von 1983 bis 1988 eng mit Lech Wałęsa zusammen. Im Zeitraum von 1984 bis 1990 arbeitete er nacheinander in der Danziger Bibliothek der polnischen Wissenschaftsakademie Polska Akademia Nauk (1984–1985), in der Redaktion der katholischen Schrift Przegląd Katolicki (1985–1986) sowie in der Arbeitsgenossenschaft Świetlik in Danzig (1986–1990).
In den Jahren 1990 bis 1991 war Rybicki Staatssekretär in der Präsidentenkanzlei von Lech Wałęsa. Anschließend führte er für zwei Jahre ein eigenes Unternehmen, und danach war er für vier Jahre Kreativdirektor in der Filmagentur Profilm. Von 1999 bis 2001 war Rybicki Vizeminister im Ministerium für Kultur und nationales Erbe (Ministerstwo Kultury i Dziedzictwa Narodowego), unter anderem zuständig für die Zusammenarbeit mit dem Ausland und die europäische Integration. In den Jahren 2002 bis 2005 leitete Rybicki das Ostsee-Zentrum für Kultur (Nadbałtyckie Centrum Kultury) der Kultur-, Sport- und Touristikabteilung im Amt des Woiwodschaftsmarschalls der Woiwodschaft Pommern.
In den Jahren von 1998 bis 2005 hatte Rybicki einen Sitz im Stadtrat von Danzig. 1991 war er Mitbegründer der kleinen konservativen Partei Koalicja Republikańska (Republikanische Koalition). Von 1992 bis 1996 war er stellvertretender Vorsitzender der konservativen Partei Partia Konserwatywna, und von 1996 bis 2000 gehörte er zur konservativen Volkspartei Stronnictwo Konserwatywno-Ludowe (SKL). Ab 2001 war Rybicki in der Bürgerplattform (Platforma Obywatelska) als regionaler Vorsitzender in Danzig tätig. Bei den Parlamentswahlen in Polen 2005 und bei den Wahlen von 2007 errang er für diese Partei ein Abgeordnetenmandat für die V. und VI. Wahlperiode.
Er ist Autor vieler Publikationen im Bereich Geschichte, Politik und Kultur sowie von Drehbüchern für Dokumentationen.
Am 10. April 2010 gehörte Arkadiusz Rybicki zu einer polnischen Delegation um Staatspräsident Lech Kaczyński, die anlässlich des siebzigsten Jahrestages des Massakers von Katyn zur Gedenkstätte nach Russland reisen sollte. Bei einem Flugunfall der Delegation nahe dem Militärflugplatz Smolensk-Nord kam er jedoch gemeinsam mit weiteren hochrangigen Repräsentanten Polens ums Leben.

## Auszeichnungen
1999 bekam Rybicki die Auszeichnung für Verdiente um die polnische Kultur (Zasłużony Działacz Kultury). 2001 wurde er vom französischen Präsidenten Jacques Chirac mit dem nationalen Verdienstorden ausgezeichnet. 2005 bekam er die Medaille zum 25. Jubiläum von Solidarność. Postum wurde Rybicki am 16. April 2010 das Großkreuz des Ordens Polonia Restituta (Krzyż Wielki Orderu Odrodzenia Polski) verliehen.